# Massacre des Gallinas
Guerre de Sécession
Guerres apaches
Batailles
Combats dans l'Arizona confédéré
- Mesilla (1re)
- Tubac
- Cooke's Canyon
- Florida Mountains
- Gallinas Mountains
- Placito
- Pinos Altos
- Canada Alamosa
- Valverde
- Stanwix Station
- Picacho Pass
- Dragoon Springs (1re)
- Dragoon Springs (2e)
- Tucson
- Mesilla (2e)
- Apache Pass
- La Paz

- Point of Rocks (en)
- Wagon Mound (en)
- Combat de Bell (en)
- Cieneguilla (en)
- Ojo Caliente Canyon (en)

- Diablo Mountains (en)
- Expédition d'Antelope Hills (en)
- Little Robe Creek (en)
- 1re Adobe Walls

- Cooke's Spring (en)
- Expédition de Bonneville (en)
- Madera Canyon (en)
- Mimbres River (en)
- Affaire Bascom
- Tubac
- Cooke's Canyon
- Florida Mountains
- Gallinas Mountains
- Placito
- Pinos Altos
- 1re Dragoon Springs
- 2e Dragoon Springs
- Apache Pass
- Big Bug
- Mowry (en)
- Mount Gray
- Doubtful Canyon
- Fort Buchanan

- Pipe Spring

- Camp Grant
- Wickenburg
- Burro Canyon
- Tonto Basin
- Salt River Canyon
- Turret Peak (en)
- Sunset Pass (en)

- Yellow House Canyon (en)

- Ojo Caliente
- Las Animas Canyon
- Hembrillo Basin (en)
- Alma (en)
- Fort Tularosa (en)
- Carrizo Canyon (en)

- Cibecue Creek
- Fort Apache (en)
- McMillenville (en)
- Big Dry Wash
- Lordsburg Road
- Devil's Creek (en)
- Little Dry Creek (en)
- Nacori Chico
- Bear Valley (en)
- Pinito Mountains

- Kelvin Grade (en)
- Cherry Creek (en)
- Guadalupe Canyon (en)

Le massacre des Gallinas ou massacre des montagnes Gallinas est un engagement des guerres apaches entre un groupe de guerriers apaches Chiricahua et quatre soldats confédérés dans les montagnes Gallinas de l'Arizona confédéré, dans l'actuel Nouveau-Mexique.

## Massacre
Le 1er septembre 1861, à fort Stanton, le lieutenant confédéré John Pulliam envoie quatre de ses hommes de l'armée du Nouveau-Mexique dans les montagnes Gallinas, à une journée de route. Leur objectif est de repérer une approche des forces de l'Union.
Le lieutenant Pulliam ordonne aux hommes de mettre leur camp à une distance de sécurité des sources dans les montagnes. Ne craignant pas une attaque, les quatre ignorent cet ordre et campent à seulement une centaine de mètres d'un ruisseau dans une région fortement boisée. Les quatre hommes sont T. G. Pemberton, Joseph V. Mosse, Joseph Emmanacker et Floyd A. Sanders.
On ne sait pas lequel des quatre commande. Après avoir chevauché jusqu'aux montagnes Gallinas, les confédérés installent leur camp. Le lendemain matin, au petit déjeuner, trois Apaches sont aperçus en train de courir dans les pins environnants. Immédiatement, les hommes interrompent leur petit déjeuner et sellent leurs chevaux.
À ce moment, une pluie de flèches tombe sur les soldats, tirée par une trentaine d'Apaches qui ont encerclé le camp. Les quatre mettent pied à terre et se mettent à couvert derrière les pins et tentent ensuite de tirer avec leurs fusils. À leur surprise, les quatre armes échouent à faire au feu. Cela donne à penser que les Apaches ont faussé les fusils des confédérés au cours de la nuit, ou que la rosée de la montagne a mouillé la poudre.
Les rebelles tirent avec leurs revolvers et une escarmouche commence qui dure près de deux heures. À ce moment, Mosse, Emmanacker et Pemberton sont morts.
Floyd Sanders, part pour combattre seul, prend le cheval de Mosse, le monte, et s'échappe par la descente presque à la verticale du flanc de la montagne. Les Apaches le poursuivent au cours d'un combat qui s'étale sur une quinzaine de kilomètres. Ce récit correspond à ce que Floyd Sanders rapporte au lieutenant Pulliam, en arrivant au Fort Stanton. Le nombre de victimes apaches est inconnu.

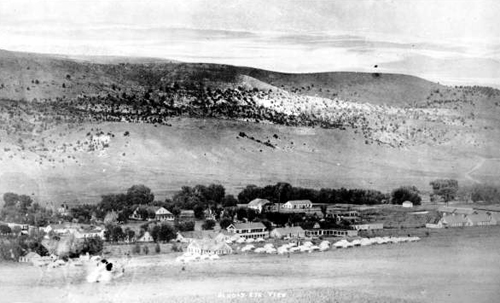
Fort Stanton.

Dans les jours qui suivent, une force confédérée de quinze hommes part pour les Gallinas ; là, ils récupèrent les restes de Mosse et Emmanacker. Le corps de Pemberton n'est jamais retrouvé. Les rebelles rentrent à Fort Stanton, le 8 septembre, de cette même soirée. Le lieutenant Pulliam sera envoyé avec quinze hommes à Placito, pour y combattre les Apaches.